# Ierland op de Gemenebestspelen

Vlag van Ierland

Ierland is een land dat deelnam aan de Gemenebestspelen, ook wel Commonwealth Games. Het land nam in totaal twee keer deel, in 1930 en 1934, en won in 1930 haar enige medaille.

## Medailles
| Ierland op de Gemenebestspelen | Ierland op de Gemenebestspelen | Ierland op de Gemenebestspelen | Ierland op de Gemenebestspelen | Ierland op de Gemenebestspelen | Ierland op de Gemenebestspelen |
| ------------------------------ | ------------------------------ | ------------------------------ | ------------------------------ | ------------------------------ | ------------------------------ |
| Jaar                           | Goud                           | Zilver                         | Brons                          | Totaal                         | Rang                           |
| 1930                           | -                              | 1                              | -                              | 1                              | 9                              |
| 1934                           | -                              | -                              | -                              | -                              | /                              |